# Violet King Henry
Violet Pauline King Henry, née le 18 octobre 1929 et morte le 30 mars 1982, est une avocate et militante canadienne pour les droits civiques. 
Elle est la première femme noire avocate active au Canada, et la première personne de couleur à être admise au barreau de la province d'Alberta. Elle est également la première femme nommée à un poste de cadre supérieure au sein de la Young Men's Christian Association (YMCA) pour la branche nationale américaine.

## Biographie

### Contexte familial et droits civiques
Violet Pauline King grandit à Calgary au Canada. Son père, John King, et sa famille élargie s’installent à Amber Valley, Alberta en 1911, dans le cadre d'un groupe d'agriculteurs afro-américains qui migraient de l'Oklahoma vers l'Alberta, à la fois dans le cadre de la Grande Migration afro-américaine et pour éviter les lois racistes,,. La famille s’installe tout d’abord à Keystone, devenu la ville de Breton, au sud-ouest d'Edmonton, puis déménage pour le Canada dans le cadre d'une campagne du gouvernement canadien visant à attirer les agriculteurs du sud des États-Unis dans les Prairies canadiennes, bien que le plan de Clifford Sifton ne devait à l’origine uniquement concerner que la migration des colons blancs,.
Les parents de Violet Pauline King, John et Stella King, s'installent à Calgary en 1919. Son père travaille comme porteur de wagons-lits pour le Canadian Pacific Railway et sa mère comme couturière. Ils sont considérés comme des membres importants de la communauté noire de Calgary. Violet Pauline King étudie au lycée Crescent Heights, où elle est présidente de l'association des étudiantes lors de sa douzième année. La jeune femme se distingue avec son intention d'étudier le droit pénal.
En 1965, Violet King se marie avec Godfrey C. Henry, un Trinidadien-américain diplômé de l'École supérieure de science politique de l'université Columbia. Le couple s’installe à Newark. En 1966, ils deviennent les parents de leur unique enfant, Jo-Anne Henry.
Violet King Henry décède des suites d’un cancer à New York en 1982.

### Université et droit pénal
En 1948, Violet Pauline King intègre l'Université de l'Alberta, et rejoint le club féministe Blue Stocking Club (sur le modèle de la Blue Stockings Society), en tant que vice-présidente du syndicat des étudiants et représentante du syndicat des étudiants auprès de la Fédération nationale des étudiants universitaires canadiens.
Pour financer ses études, Violet Pauline King enseigne le piano. Étudiante active, elle est l'une des quatre seules étudiantes à recevoir une bague en or "A" de l'exécutif lors de la Color Night, la célébration annuelle des contributions des étudiants et étudiantes à l'université. Les trois autres étudiants sont le futur premier ministre Peter Lougheed, Ivan Head, futur conseiller de Pierre Trudeau et l'avocat Garth Fryett.
Lorsque Violet King commence ses études de droit, il n'y a que trois femmes dans une classe de cent quarante-deux étudiants. Elle obtient son diplôme de droit de l'Université de l'Alberta en 1953. Dès l’obtention de son diplôme, la Fraternité des porteurs de wagons-lits (Brotherhood of Sleeping Car Porters), un acteur clé du mouvement des droits civiques, accorde une grande attention à son parcours. Le président et le vice-président du syndicat se déplacent de New York et de Détroit pour venir la féliciter à Calgary.
En 1954, elle est admise au barreau d'Alberta. À l'époque, l’administration de ses premiers dossiers et cas judiciaires est rapportée de façon conséquente par des journaux locaux, tels le The Calgary Herald, Albertan et le Edmonton Journal.

## Carrière professionnelle
Violet King pratique le droit pénal à Calgary, en tant que stagiaire de E.J. McCormick. Vers 1956, elle déménage à Ottawa pour rejoindre la fonction publique fédérale dans un rôle administratif de haut niveau au service Citoyenneté et Immigration Canada, où elle est promue à deux reprises. Elle a notamment servie pendant la période où Ellen Fairclough a été nommée première femme membre du cabinet et ministre de l'Immigration du Canada. Ainsi en 1962, le ministère de l’immigration du Canada prend des mesures importantes visant à éliminer le racisme et respecter la nouvelle déclaration canadienne des droits.
En 1963, Violet King s’installe aux États-Unis, où elle occupe des postes de direction au sein des YW/YMCA de Newark, dans le New Jersey, et de Chicago, dans l'Illinois. Elle se fait connaître par l’aide qu’elle apporte aux Afro-Américains à la recherche d’un emploi. En 1976, elle est nommée directrice exécutive du groupe de développement organisationnel du Conseil national des YMCA, devenant ainsi la première femme à occuper un poste de direction au sein du YMCA national américain.

## Reconnaissance
Violet King Henry est présentée dans le documentaire Secret Alberta : The Former Life of Amber Valley de la cinéaste Cheryl Foggo en 2017.  Elle était d’ailleurs l’une des demoiselles d'honneur au mariage de la mère de Cheryl Foggo,.
Le 18 octobre 2023, Google lui rend hommage pour son 94e anniversaire.